# اغوزهان اوزیاکوپ
اغوزهان اوزیاکوپ (ترکی استانبولی: Oğuzhan Özyakup؛ زادهٔ ۲۳ سپتامبر ۱۹۹۲) بازیکن فوتبال اهل ترکیه است.

## باشگاهی
از باشگاه‌هایی که در آن بازی کرده‌است می‌توان به آرسنال، بشیکتاش و فاینورد اشاره کرد.

## تیم ملی
وی همچنین در تیم ملی فوتبال ترکیه بازی کرده‌است.